# Matthias Büttner (Politiker, 1990)

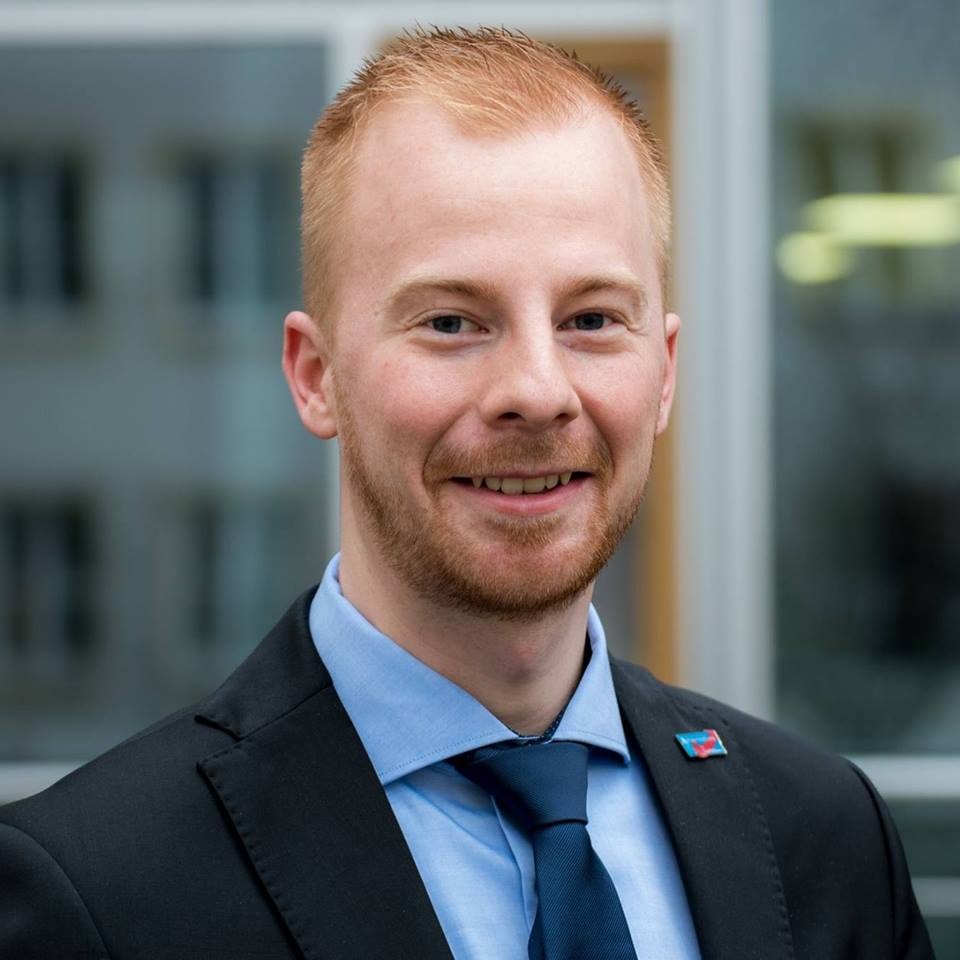
Matthias Büttner (2017)

Matthias Büttner (* 4. November 1990 in Stendal) ist ein deutscher Politiker (AfD). Er war von 2017 bis September 2021 Mitglied des 19. Deutschen Bundestages und ist seit Juni 2021 Abgeordneter im Landtag von Sachsen-Anhalt.

## Leben
Büttner besuchte das Winckelmann-Gymnasium in Stendal, wo er im Juni 2009 sein Abitur absolvierte. Anschließend leistete er seinen Zivildienst im Diakoniewerk Wilhelmshof. Von 2010 bis 2013 absolvierte er eine Berufsausbildung zum IT-Systemkaufmann.
Vor seiner Mitgliedschaft im Bundestag war Büttner Büroleiter von Ulrich Siegmund, der zu diesem Zeitpunkt für die AfD im Landtag von Sachsen-Anhalt saß.

## Politik
Matthias Büttner ist seit 2014 Mitglied der Alternative für Deutschland (AfD) und fungiert als stellvertretender Vorsitzender des Kreisverbands Stendal. Im Zusammenhang mit der Wiederholung der Kommunalwahl in Stendal im Jahr 2015, die infolge des Stendaler Wahlbetrugs bei der Kommunalwahl 2014 erforderlich wurde, wurde er erstmals in den Stadtrat der Hansestadt Stendal gewählt. Dort gehört er bis heute dem Gremium an.
Bei der Bundestagswahl 2017 zog Büttner über die Landesliste Sachsen-Anhalt in den 19. Deutschen Bundestag ein. Während seiner Amtszeit war er ordentliches Mitglied im Ausschuss für Verkehr und digitale Infrastruktur sowie stellvertretendes Mitglied im Ausschuss für Familie, Senioren, Frauen und Jugend.
Im Jahr 2021 gelang Büttner bei der Landtagswahl in Sachsen-Anhalt über Listenplatz 9 der Einzug in den Landtag von Sachsen-Anhalt.
Büttner lebt mit seiner Familie in Stendal. Er ist verheiratet, Vater von zwei Kindern und konfessionslos.